# 山本勉
山本 勉（やまもと つとむ、1953年5月15日 - ）は日本の美術史学者（日本彫刻史専攻）。鎌倉国宝館長。半蔵門ミュージアム館長。清泉女子大学名誉教授。東京国立博物館名誉館員。

## 来歴
横浜市生まれ。横浜国立大学教育学部附属横浜中学校卒業。神奈川県立光陵高等学校卒業。東京藝術大学美術学部卒業。同大学院博士後期課程中退。1981年4月より2005年3月まで東京国立博物館勤務。2005年4月より2020年3月まで清泉女子大学文学部文化史学科教授。2021年4月より鎌倉国宝館長。2022年4月より半蔵門ミュージアム館長。清泉女子大学名誉教授。東京国立博物館名誉館員。
荒川区・大田区・品川区・目黒区・青梅市・横浜市・伊勢原市・海老名市の文化財保護審議会委員。川崎市文化財審議会委員。静岡県富士山巡礼路調査委員会委員。

## 著作リスト

### 単著
- 『普賢菩薩像』（『日本の美術』310） 1992年　至文堂
- 『大日如来像』（『日本の美術』374） 1997年　至文堂　ISBN 9784784333745
- 『仏像のひみつ』 2006年　朝日出版社　ISBN 978-4255003634

- 『南北朝時代の彫刻―唐様の仏像と伝統の残照―』（『日本の美術』 493） 2007年　至文堂 ISBN 9784784334933
- 『続 仏像のひみつ』 2008年　朝日出版社　ISBN 9784255004235
- 『運慶にであう』（小学館アートセレクション） 2008年　小学館 ISBN 9784096070253
- 『東国の鎌倉時代彫刻―鎌倉とその周辺―』（『日本の美術』537） 2011年　ぎょうせい ISBN 9784324087466
- 『仏像 日本仏像史講義』（『別冊太陽』40周年特別記念号）2013年　平凡社 ISBN 9784582945515
- 『日本仏像史講義』（平凡社新書）2015年　平凡社 ISBN 4582857752　ISBN 9784582857757
- 『ARTBOX 切手で仏像』2018年　講談社　ISBN 9784062210287
- 『新版 仏像 日本仏像史講義』（『別冊太陽』スペシャル）2020年　平凡社　ISBN 4582946003
- 『山本勉随想集』2020年　私家版
- 『塩船観音寺』2020年　塩船観音寺
- 『完本 仏像のひみつ』2021年　朝日出版社 ISBN 9784255012391

### 共著
- 『運慶 リアルを超えた天才仏師』（とんぼの本）2012年　新潮社（みうらじゅん・ヤノベケンジ・橋本麻里と共著） ISBN 9784106022333
- 『願成就院』2014年　願成就院（水野敬三郎と共著）
- 『鎌倉時代仏師列伝』2023年　吉川弘文館（武笠朗と共著）ISBN 978-4642084369

### 編書
- 『法性寺如意輪観音菩薩像の研究ー修理完成を機に―』1995年　水海道市教育委員会・観音山大悲院法性寺
- 『明珍恒男撮影写真資料の美術史的研究―仏像彫刻修理写真を中心に―』（平成7年度・8年度科学研究費補助金（基盤研究(B)(2)）研究成果報告書）1997年
- 『水海道の仏像　水海道市仏像彫刻悉皆調査報告書』2003年　水海道市教育委員会
- 『山本勉著作目録（1980－2013）』2013年　山本勉先生の還暦を祝う会
- 『運慶･快慶と中世寺院ー鎌倉・南北朝時代Ⅰ―』（『日本美術全集』7）2013年　小学館 ISBN 9784096011072

### 共編書
- 『日本彫刻史基礎資料集成』鎌倉時代造像銘記篇　第一期　1～8巻　2003～2010年　中央公論美術出版（水野敬三郎・井上正・西川杏太郎・田邉三郎助・副島弘道・根立研介と共編）
- 『日本彫刻史基礎資料集成』鎌倉時代造像銘記篇　第二期　9～16巻　2013～2020年　中央公論美術出版（水野敬三郎・西川杏太郎・田邉三郎助・副島弘道・根立研介・武笠朗・岩田茂樹・奥健夫と共編）

### 監修書
- 『運慶 時空を超えるかたち』（『別冊太陽』日本のこころ176）2010年　平凡社 ISBN 9784582921762
- 『人気仏像なぞり塗り―なぞって、塗って、願いがかなう―』2016年  松久佳遊著 朝日新聞出版
- 『運慶大全』2017年　小学館　ISBN 9784096998878
- 『運慶×仏像の旅』2017年　JTBパブリッシング　ISBN 9784533120824
- 『みほとけの推しほとけ』2024年　みほとけ著　笠間書院　ISBN 9784305710086